# Forțele armate ale Franței
Forțele armate ale Franței cuprind Armata terestră Franceză, Marina Franceză, Forțele Aeriene Franceze și Jandarmeria națională. Președintele Franței conduce forțele armate, cu titlul „chef des armées” - „șef al forțelor armate”. Președintele este autoritatea supremă pentru chestiuni militare și este singurul oficial care pot comanda o lovitură nucleară. Armata Franceză are ca obiective principale, apărarea teritoriului național, protejarea intereselor Franței în străinătate și menținerea stabilității globale.
Forțele armate franceze angajează 220650 trupele regulate și 33.350 rezerviști cu jumătate de normă (Total 254.000 trupe). Ca atare Forțele Armate Franceze constituie cea mai mare armată din Uniunea Europeană și a treia ca mărime din OTAN. Din 1996 armata este profesionalizată, până în 2008 fiind formată din peste 330.000 oameni din care 100.000 în corpul de Jandarmerie. 
Prin intermediul armatei Franța are o prezență importantă în Kosovo, Coasta de Fildeș precum și în Orientul Mijlociu și în Teritoriile franceze de peste mări unde asigură menținerea păcii și securizarea rutelor maritime. O parte semnificativă din echipamentul militar este de producție franceză, cum ar fi: avionul de vânătoare Rafale, Portavionul Charles de Gaulle, rachetele Exocet și tancul Leclerc. Cu toate că Franța s-a retras din proiectul Eurofighter aceasta investește în numeroase proiecte europene cum ar fi Eurocopter Tiger, Fregate multifuncționale, demonstratorul UCAV nEUROn și avionul Airbus A400M.
Franța este una dintre țările recunoscute oficial ca „State posesoare de arme nucleare” prin Tratatul de neproliferare nucleară, cu 350 ogive nucleare fiind a treia putere nucleară. Împreună cu armata Regatului Unit, armata franceză este una dintre cele mai dotate din punct de vedere financiar armate din Europa, împreună cele două țări reprezentând 40% din cheltuielile militare ale UE. Franța consacră armatei 2,5 % din PIB (un buget de 38 miliarde de Euro în 2006), în timp ce majoritate țărilor UE consacră doar 1,5 % din PIB, conform datelor OTAN.
Începând cu 2009, Forțele Armate Franceze sunt pe locul trei la cheltuieli din toate armatele din lume, de asemenea au cel de-al treilea arsenal nuclear ca mărime după cel al Statelor Unite și al Rusiei.
Armata franceză este compusă din patru arme principale: 
- Armata terestră (franceză Armée de terre);
- Marina națională (franceză: Marine nationale);
- Aviația (franceză: Armée de l’air);
- Jandarmeria națională (franceză: Gendarmerie nationale).